# Línea 143 (Rosario)
Línea 143 es una línea de transporte urbano de pasajeros de la ciudad de Rosario, Argentina. El servicio está actualmente operado por Rosario Bus. Actualmente se encuentra fusionada con los recorridos de las líneas 136 y 137.
Anteriormente el servicio de la línea 143 era prestado desde sus orígenes y bajo la denominación de línea 54 Negra por la empresa Línea 54 S.R.L., luego por Transporte Automotor Molino Blanco S.R.L. (cambiando en 1986 su denominación a línea 143), Empresa de Transporte Automotor Molino Blanco S.R.L., y finalmente Rosario Bus. 
Su recorrido actual es una extensión del recorrido original desde zona Sur hacia zona Centro, llegando actualmente hasta Granadero Baigorria.
En el 2021, producto por la pandemia de Covid-19 y la emergencia en el sistema de transporte público, su recorrido se fusionó con el de las líneas 136 y 137. Su tramo por la ciudad de Villa Gobernador Galvez fue suprimido, cubriéndolo la línea interurbana 35/9 Fonavi.

## Recorridos

### 143
Servicio diurno y nocturno.
|  |  | KBHFa |

|  |  | BHF |

|  |  | BHF |

|  |  | BHF |

|  |  | BHF |

|  |  | KRZu |

|  |  | STR+GRZq |

|  |  | BHF |

|  |  | BHF |

| BUS2 | KBHFa | STR |  |

|  | KRZu | STR |  |

|  | BHF | STR |  |

|  | BHF | STR |  |

|  | BHF | STR |  |

|  | BHF | STR |  |

|  | BHF | STR |  |

|  | STR+lBUEq | STR |  |

|  | STRl | ABZg+r |  |

|  |  | BHF |

|  |  | BHF |

|  |  | BHF |

|  |  | STR+lBUEq |

|  |  | BHF |

|  |  | BHF |

|  | BUS2 | BHF |  |

|  | BUS2 | BHF |  |

|  |  | BHF |

|  |  | BHF |

|  | STR+l | ABZgr |  |

|  | BHF | STR |  |

|  | BHF | STR |  |

|  | BHF | STR |  |

|  | BHF | STR |  |

|  | BHF | STR |  |

|  | STRl | ABZg+r |  |

|  |  | KBHFe |